# 22 april
22 april är den 112:e dagen på året i den gregorianska kalendern (113:e under skottår). Det återstår 253 dagar av året.

## Återkommande bemärkelsedagar

### Helgdagar
- Påskdagen firas i västerländsk kristendom för att högtidlighålla Jesu återuppståndelse efter korsfästelsen, åren 1810, 1821, 1832, 1962, 1973, 1984, 2057, 2068.

### Temadagar
- Hela världen: Jordens dag (instiftad av den amerikanske senatorn Gaylord Nelson 1970, för att uppmärksamma miljöproblem)
- Brasilien: Jaktflygets dag (instiftad till minne av den brasilianska flygflottiljens insatser i Italien under andra världskriget)

## Namnsdagar

### I den svenska almanackan
- Nuvarande – Allan och Glenn
- Föregående i bokstavsordning
  - Albertina – Namnet infördes 1755 på 24 april, men flyttades 1901 till dagens datum. Det fanns där fram till 1993, då det flyttades till 30 augusti, där det har funnits sedan dess.
  - Alida – Namnet infördes på dagens datum 1986, men utgick 2001.
  - Allan – Namnet infördes på dagens datum 1986 och har funnits där sedan dess.
  - Bernhardina – Namnet infördes på dagens datum 1812, för att ära den nyblivne kronprinsen Karl (XIV) Johans hustru Bernhardine Eugenie Désirée Clary, som i och med äktenskapet med Karl Johan hade blivit Sveriges kronprinsessa 1810. Namnet utgick ur almanackan 1901.
  - Glenn – Namnet infördes 1986 på 24 september. 1993 flyttades det till 4 september och 2001 till dagens datum.
  - Sotherus – Namnet fanns, till minne av 100-talspåven Soter, på dagens datum fram till 1812, då det utgick till förmån för Bernhardina.
- Föregående i kronologisk ordning
  - Före 1812 – Sotherus
  - 1812–1900 – Bernhardina
  - 1901–1985 – Albertina
  - 1986–1992 – Albertina, Allan och Alida
  - 1993–2000 – Allan och Alida
  - Från 2001 – Allan och Glenn
- Källor
  - Brylla, Eva (red.): Namnlängdsboken, Norstedts ordbok, Stockholm, 2000. ISBN 91-7227-204-X
  - af Klintberg, Bengt: Namnen i almanackan, Norstedts ordbok, Stockholm, 2001. ISBN 91-7227-292-9

### Finlandssvenska almanackan
- Nuvarande från 1995[1] – Alina
- I föregående revideringar[a][2]
  - 1929–1949 – Alina
  - 1950–1994 – Gun

## Händelser
- 1073 – Sedan Alexander II har avlidit dagen före väljs Ildebrando di Saona till påve och tar namnet Gregorius VII.[3]
- 1121 – Motpåven Gregorius VIII blir avsatt och fängslad av påven Calixtus II, sedan han 1119 har förlorat den tyske-romerske kejsaren Henrik V:s beskydd. Gregorius VIII hålls sedan fängslad till sin död 1137.
- 1164 – Sedan motpåven Viktor IV har avlidit två dagar tidigare utses Guido av Crema till hans efterträdare av den tysk-romerske kejsaren Fredrik Barbarossas rådgivare Rainald av Dassel och tar namnet Paschalis III. För att få mer stöd av Fredrik Barbarossa låter Paschalis III helgonförklara Karl den store, men denna helgonförklaring erkänns aldrig av katolska kyrkan, eftersom Paschalis är motpåve.
- 1500 – Under Portugals andra expedition till Indien, ledd av sjöfarare och upptäcktsresanden Pedro Álvares Cabral, mellanlandar man efter en och en halv månads seglats från Lissabon, i Brasilien i Sydamerika och Cabral gör anspråk på landområdet för Portugals räkning.
- 1863 – Den persiske religiöse ledaren Mírzá Husayn`Alí Núri tillkännager för ett antal babier, i Ridvánträdgården i utkanten av Bagdad, att han är den gudsmanifestation som har utlovats av profeten Báb 1844. Därmed grundar han religionen Bahá'í och till minne av detta firar världens bahá'íer högtiden Ridván 21 april–2 maj varje år.
- 1906 – Olympiska sommarspelen 1906 invigs i Aten.
- 1938 – Sveriges riksdag inför visumtvång för inresa till Sverige av österrikiska medborgare, eftersom man anser att deras nationalitet är oklar, efter att Nazityskland har annekterat Österrike den 13 mars.
- 1955 – Den första svenska charterresan avgår från Stockholm-Bromma flygplats klockan 10:00. Arrangör är Flyg- och Bussresetjänst i Örebro. De 26 charterresenärerna ankommer till Mallorca först den 23 april efter 4 mellanlandningar.
- 1983 – Den tyska tidskriften Stern tillkännager att man hittat Hitlers dagböcker, vilka har smugglats ut ur Östtyskland och som tidningen har betalat 9 miljoner D-mark för. Tre dagar senare förklarar en expertgrupp att böckerna är autentiska, men den 6 maj avslöjas att det rör sig om en förfalskning, då man finner att pappret i böckerna är nytt och trycktekniken är modern – dessutom innehåller de 60 böckerna en mängd historiska felaktigheter.
- 1997 – Den peruanske presidenten Alberto Fujimori beordrar armén att storma den japanska ambassaden i Lima där Túpac Amaru-rebeller håller 72 ambassadanställda som gisslan sedan den 17 december året före. Den specialstyrka som genomför stormningen dödar alla 14 rebeller, medan två soldater och en ur gisslan också omkommer. Strax därefter upplöses Túpac Amaru-rebellorganisationen.

## Födda
- 1451 – Isabella I, drottning av Kastilien och León 1474–1504
- 1518 – Anton av Bourbon, kung av Navarra 1555–1562
- 1601 – Karl Filip, svensk prins, hertig av Södermanland, Närke och Värmland
- 1610 – Alexander VIII, född Pietro Vito Ottoboni, påve 1689–1691
- 1634 – Carlo Fontana, italiensk arkitekt och ingenjör
- 1707 – Henry Fielding, brittisk författare och dramatiker
- 1724 – Immanuel Kant, tysk filosof
- 1766
  - Obadiah German, amerikansk demokratisk-republikansk politiker, senator för New York 1809–1815
  - Germaine de Staël, fransk författare och salongsvärd
- 1782 – Carl Henrik Anckarsvärd, svensk riksdagsman och skriftställare
- 1796 – Bernhard von Beskow, svensk friherre, författare, publicist och dramatiker, ledamot av Svenska Akademien 1828–1868, dess ständige sekreterare 1834–1868
- 1812 – James Broun-Ramsay, brittisk statsman och politiker, Storbritanniens handelsminister 1845–1846, generalguvernör i Indien 1848–1856
- 1817 – Godlove S. Orth, amerikansk politiker och diplomat, kongressledamot 1863–1871, 1873–1875 och 1879–1882
- 1827 – Henry Cooper, amerikansk demokratisk politiker och jurist, senator för Tennessee 1871–1877
- 1854 – Henri La Fontaine, belgisk jurist och politiker, mottagare av Nobels fredspris 1913
- 1856 – Thomas Mitchell Campbell, amerikansk demokratisk politiker, guvernör i Texas 1907–1911
- 1866 – Hans von Seeckt, tysk generalöverste
- 1868
  - Miles Poindexter, amerikansk republikansk politiker och jurist, senator för staten Washington 1911–1923
  - Egil Unander-Scharin, svensk industriman och affärsman
- 1870 – Vladimir Lenin, sovjetisk politiker och revolutionsledare samt marxistisk teoretiker, partiledare för Rysslands kommunistiska parti 1903–1924, Sovjetunionens ledare och diktator 1917–1924
- 1872 – Henning Berger, svensk författare
- 1876 – Robert Bárány, ungersk-svensk läkare, mottagare av Nobelpriset i medicin eller fysiologi 1914
- 1881 – Aleksandr Kerenskij, rysk politiker, Rysslands regeringschef 1917
- 1887 – Harald Bohr, dansk matematiker och fotbollsspelare
- 1889 – Richard Glücks, tysk SS-Gruppenführer
- 1890 – Arthur Natorp, svensk regissör och skådespelare
- 1894 – Bror Hjorth, svensk konstnär
- 1899 – Vladimir Nabokov, rysk-amerikansk författare och entomolog
- 1903 – Karl Eberhard Schöngarth, tysk SS-Brigadeführer
- 1904 – Robert Oppenheimer, amerikansk kärnfysiker, ledare för atombombsprojektet Manhattanprojektet
- 1906
  - Gustaf Adolf, svensk arvprins
  - Eddie Albert, amerikansk skådespelare
- 1909 – Rita Levi-Montalcini, italiensk neurobiolog, mottagare av Nobelpriset i fysiologi eller medicin 1986
- 1916 – Yehudi Menuhin, amerikansk-brittisk violinist
- 1917 – Yvette Chauviré, fransk ballerina
- 1919
  - Donald J. Cram, amerikansk kemist, mottagare av Nobelpriset i kemi 1987
  - Torsten Ehrenmark, svensk journalist, korrespondent, kolumnist, radiopratare, kåsör och författare
- 1922
  - Bengt Berger, svensk skådespelare
  - Charles Mingus, amerikansk jazzmusiker, kompositör och orkesterledare
- 1923
  - Aaron Spelling, amerikansk filmproducent
  - Bettie Page, amerikansk fotomodell.
- 1924 – Gunnar Arvidson, svensk journalist och tv-profil
- 1925 – Hans Arnold, schweizisk-svensk konstnär och illustratör
- 1926 – Harald Leipnitz, tysk skådespelare
- 1929 – Michael Francis Atiyah, brittisk matematiker
- 1937 – Jack Nicholson, amerikansk skådespelare
- 1939
  - Sven Yrvind, svensk författare, seglare och segelbåtskonstruktör
  - Gunnel Eklund, svensk opera- och vissångerska
- 1943
  - Louise Glück, amerikansk poet, mottagare av Nobelpriset i litteratur 2020
  - Michael Treschow, svensk företagsledare
- 1948 – Colin Burgon, brittisk labourpolitiker, parlamentsledamot 1997–2010
- 1952 – Marilyn Chambers, amerikansk porrskådespelare och politiker
- 1955 – Kicki Bramberg, svensk skådespelare
- 1957 – Donald Tusk, polsk politiker, Polens premiärminister 2007–2014 och 2023–, Europeiska rådets ordförande 2014–2019
- 1964 – James Langevin, amerikansk demokratisk politiker
- 1966
  - Jörgen Persson, svensk bordtennisspelare, bragdmedaljör 1989
  - Jeffrey Dean Morgan, amerikansk skådespelare
- 1967
  - Sheryl Lee, tysk-amerikansk skådespelare
  - Tine Skolmen, norsk programledare och musikjournalist.
- 1971 – Adam Nordén, svensk filmmusikkompositör
- 1974 – Shavo Odadjian, armenisk-amerikansk musiker, basist i gruppen System of a Down
- 1975 – Greg Moore, kanadensisk racerförare
- 1982 – Ricardo dos Santos Leite, brasiliansk fotbollsspelare med artistnamnet Kaká
- 1983 – Daniel Sjölund, finländsk fotbollsspelare
- 1984 – Amelle Berrabah, brittisk popsångare, medlem i gruppen Sugababes
- 1986 – Amber Heard, amerikansk skådespelare
- 1987 – David Luiz, brasiliansk fotbollsspelare
- 1989 – Jasper Cillessen, nederländsk fotbollsmålvakt

## Avlidna
- 296 – Gajus, påve sedan 283
- 536 – Agapetus I, påve sedan 535
- 1616 – Miguel Cervantes, 68, spansk författare
- 1672 – Georg Stiernhielm, 73, svensk skald, känd som ”den svenska skaldekonstens fader”
- 1778 – James Hargreaves, omkring 57, brittisk vävare, snickare och uppfinnare
- 1830 – Knud Lyne Rahbek, 69, dansk litteraturhistoriker, diktare och översättare
- 1833 – Richard Trevithick, 62, brittisk ingenjör, uppfinnare av världens första ånglok 1804
- 1861 – Anne Elizabeth Baker, 74, brittisk filolog och illustratör
- 1895 – James F. Wilson, 66, amerikansk republikansk politiker, senator för Iowa sedan 1883
- 1908 – Henry Campbell-Bannerman, 71, brittisk liberal politiker, partiledare för Storbritanniens liberala parti sedan 1899 och Storbritanniens premiärminister 1905–1908
- 1930 – Jeppe Aakjær, 63, dansk författare
- 1935 – Carl Bergsten, 55, svensk arkitekt
- 1943 – Luren Dickinson, 84, amerikansk republikansk politiker, guvernör i Michigan 1939–1941
- 1945 – Käthe Kollwitz, 77, tysk tecknare och skulptör
- 1946 – Harlan Fiske Stone, 73, amerikansk jurist, USA:s justitieminister 1924–1925
- 1951 – James Thomas Heflin, 82, amerikansk demokratisk politiker, senator för Alabama 1920–1931
- 1957 – Sture Henriksson, 39, svenskt socialdemokratisk politiker och fackföreningsman, Sveriges kommunikationsminister sedan 22 mars detta år
- 1964 – Karl Johnson, 73, svensk revyartist, teaterdirektör samt revy- och kuplettförfattare med artistnamnet Karl Gerhard
- 1983 – Earl Hines, 79, amerikansk jazzmusiker
- 1984 – Ansel Adams, 82, amerikansk fotograf
- 1986 – Mircea Eliade, 79, rumänsk religionshistoriker och författare
- 1989 – Emilio Segrè, 84, italiensk-amerikansk fysiker, mottagare av Nobelpriset i fysik 1959
- 1991 – Marianne Stjernqvist, 66, svensk skådespelare
- 1994 – Richard Nixon, 81, amerikansk republikansk politiker, senator för Kalifornien 1950–1953, USA:s vicepresident 1953–1961 och USA:s president 1969–1974
- 2001 – Anna Sjödahl, 66, svensk konstnär
- 2002 – Linda Lovelace, 53, amerikansk porrskådespelare och radikalfeminist
- 2006 – Alida Valli, 84, italiensk skådespelare
- 2007 – Juanita Millender-McDonald, 68, amerikansk demokratisk politiker, kongressledamot sedan 1996
- 2009
  - Ken Annakin, 94, brittisk regissör
  - Jack Cardiff, 94, brittisk filmfotograf, regissör och fotograf
- 2013
  - Jacob Palmstierna, 78, svensk friherre och bankman
  - Richie Havens, 72, amerikansk folksångare och gitarrist
  - Vivi Bak, 73, dansk sångare och skådespelare
- 2020 – Shirley Knight, 83, amerikansk skådespelare
- 2022 – Håkan Winberg, 90, svensk moderat politiker, Sveriges justitieminister 1979–1981
- 2023
  - Barry Humphries, 89, australisk skådespelare och underhållare, skaparen av rollen Dame Edna
  - Ulf Sundqvist, 78, finlandssvensk socialdemokratisk politiker och bankman